# 馬依澤
馬依澤（ば いたく、Ma Yize 、921年7月29日 - 1005年6月19日（景徳2年5月10日））は10世紀、北宋時代の中国で活躍したアラビア系の天文学者である。北宋の天文観測所の所長を務めた。
10世紀始めの北宋の文治政治は天文学の研究を勧め、太祖によって、馬依澤は天文観測所の役人に任じられた。
馬依澤はイエメンからオマーンあたりで生まれたアラブ人で、中国名の馬はアラブ名のムハンマドから来ている。中国での馬依澤は王処訥を助け、応天暦の編纂など天文学の分野で働いた。イスラム天文学の知識を生かし、観測と天体の周期的運動の計算を行った。応天暦は建隆4年（963年）に完成した。
馬依澤はイスラム天文学の天文学書を中国語に翻訳したと考えられ、その中にはバッターニーの著書が含まれる。
馬依澤の応天暦の編纂の功績により貴族に列せられ、その息子たちは皇帝の天文観測所の職を継いだ。